# Lian Bichsel
Lian Bichsel, född 18 maj 2004, är en schweizisk professionell ishockeyback som är kontrakterad till Dallas Stars i National Hockey League (NHL) och spelar för Texas Stars i American Hockey League (AHL).
Han har tidigare spelat för Leksands IF och Rögle BK i Svenska Hockeyligan (SHL) och EHC Biel i National League (NL).
Bichsel draftades av Dallas Stars i första rundan i 2022 års draft som 18:e spelare totalt.

## Statistik
| 2020–2021  | EHC Biel     | NL            | 4   | 0 | 0  | 0  | 0  | —  | — | — | — | —  |
| 2021–2022  | Leksands IF  | SHL           | 29  | 1 | 2  | 3  | 16 | —  | — | — | — | —  |
|            | Leksands IF  | J20 Nationell | 11  | 3 | 4  | 7  | 6  | 1  | 0 | 0 | 0 | 2  |
| 2022–2023  | Leksands IF  | SHL           | 42  | 1 | 5  | 6  | 47 | 3  | 1 | 0 | 1 | 4  |
|            | Leksands IF  | J20 Nationell | 8   | 1 | 2  | 3  | 4  | 5  | 0 | 1 | 1 | 10 |
| 2023–2024  | Rögle BK     | SHL           | 29  | 2 | 2  | 4  | 28 | 15 | 1 | 5 | 6 | 8  |
|            | Texas Stars  | AHL           | 16  | 1 | 6  | 7  | 34 | 5  | 0 | 1 | 1 | 4  |
| 2024–2025  | Dallas Stars | NHL           | 1   | 1 | 0  | 1  | 2  | —  | — | — | — | —  |
|            | Texas Stars  | AHL           | 21  | 3 | 6  | 9  | 26 | —  | — | — | — | —  |
| NHL totalt | NHL totalt   | NHL totalt    | 1   | 1 | 0  | 1  | 2  | —  | — | — | — | —  |
| SHL totalt | SHL totalt   | SHL totalt    | 100 | 4 | 9  | 13 | 91 | 18 | 2 | 5 | 7 | 12 |
| AHL totalt | AHL totalt   | AHL totalt    | 37  | 4 | 12 | 16 | 60 | 5  | 0 | 1 | 1 | 4  |

### Internationellt
| Källa: Uppdaterad: 2024-12-13 | Källa: Uppdaterad: 2024-12-13 | Källa: Uppdaterad: 2024-12-13 |         | Utv = Utvisningsminuter | Utv = Utvisningsminuter | Utv = Utvisningsminuter | Utv = Utvisningsminuter | Utv = Utvisningsminuter |
| År                            | Lag                           | Mästerskap                    | Matcher | Mål                     | Assists                 | Poäng                   | Utv                     |                         |
| ----------------------------- | ----------------------------- | ----------------------------- | ------- | ----------------------- | ----------------------- | ----------------------- | ----------------------- | ----------------------- |
| 2020                          | Schweiz                       | Ungdoms-OS                    | 2       | 0                       | 0                       | 0                       | 0                       |                         |
| 2021                          | Schweiz                       | U18-VM                        | 5       | 1                       | 1                       | 2                       | 6                       |                         |
| 2021                          | Schweiz                       | Hlinka Gretzky                | 4       | 0                       | 1                       | 1                       | 0                       |                         |
| 2023                          | Schweiz                       | JVM                           | 5       | 0                       | 2                       | 2                       | 2                       |                         |
| Junior totalt                 | Junior totalt                 | Junior totalt                 | 16      | 1                       | 4                       | 5                       | 8                       |                         |